# باجی (گرجستان)
باجی (به لاتین: Baji) یک منطقهٔ مسکونی در گرجستان است که در راچا-لچخومی و کومو سوانتی واقع شده‌است. باجی ۱۰۹ نفر جمعیت دارد و ۶۲۰ متر بالاتر از سطح دریا واقع شده‌است.